# Tonalisme australien

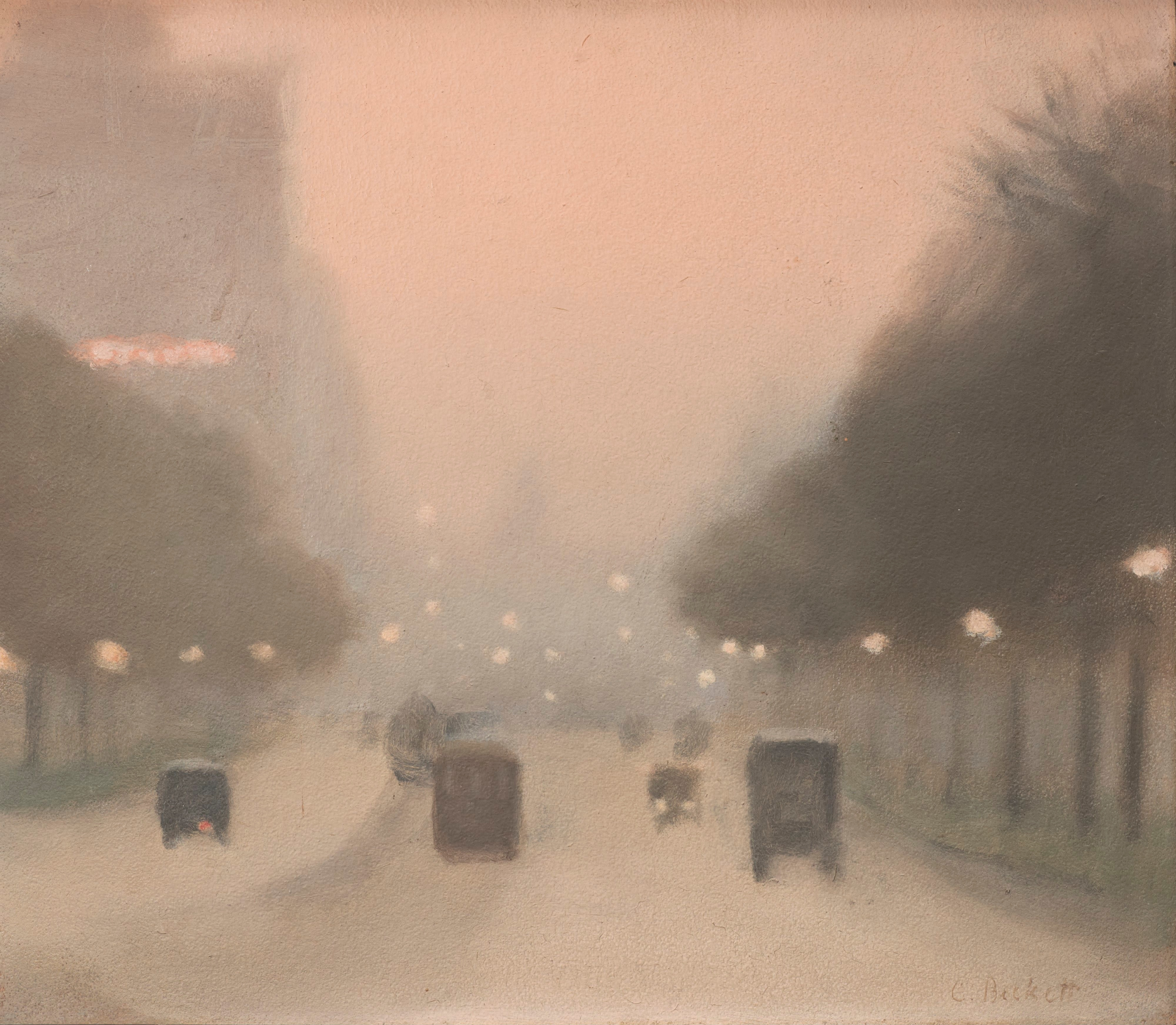
Clarice Beckett, Evening, St Kilda Road, 1930, Galerie d'art de Nouvelle-Galles du Sud.

Le tonalisme australien est un mouvement artistique né à Melbourne dans les années 1910, sous l'impulsion des théories de Max Meldrum.

## Historique
Le principal représentant du tonalisme australien est Max Meldrum, qui a écrit un long essai intitulé The invariable truths of depictive art (« Les vérités invariables de l'art figuratif ») développé à partir d'une conférence tenue en 1917, et que publie Colin Colahan dans Max Meldrum His Art and Views (« Max Meldrum : son art et sa vision », 1919). Il y soutient que la peinture est une science pure : la science de l'analyse optique ou de la photométrie, dans laquelle l'artiste perçoit et analyse soigneusement le ton et les relations tonales pour produire un rendu exact du sujet observé. Le ton serait l'élément le plus important de l'art de la peinture, puis la proportion, « la zone superficielle occupée par un ton », puis la couleur, l'élément le moins important. Dans une analyse de 1999, John Christian ajoute en le paraphrasant que « toutes les parures et références narratives et littéraires doivent être rejetées. » Les tableaux résultent ainsi en de simples travaux de représentation caractérisés par une qualité « brumeuse » ou atmosphérique.
Les théories publiées de Meldrum sur l'art ont créé une tempête dans le monde de l'art australien, et son école de peinture a attiré des adeptes et des critiques tout aussi passionnés. Les artistes qui ont adopté les méthodes de Meldrum sont devenus dérisoirement connus sous le nom de Meldrumites. Ils ont rejeté la tradition alors populaire de l'école de Heidelberg en mettant l'accent sur la couleur et le récit, et ont attaqué diverses formes d'art moderne, que Meldrum considérait comme basé sur l'ego et techniquement inférieur. Ironie du sort, la complexité conceptuelle du tonalisme australien et de son esthétique avec son point focal doux et qui crée une forme d'illusion est désormais considéré comme l'un des précurseurs des styles modernistes de la peinture, dont le minimalisme.
Les étudiants de Meldrum ont organisé leur première exposition de groupe à la galerie Athenaeum en 1919. En 2008, la Art Gallery of South Australia a inauguré Misty Moderns, la première grande rétrospective à couvrir le tonalisme australien depuis la fin du mouvement. Outre Meldrum, l'exposition a présenté des œuvres de 17 de ses élèves qui ont expérimenté de manière formatrice avec son système tonaliste, notamment Clarice Beckett, Percy Leason (en), Colin Colahan, Lloyd Rees, Roland Wakelin, Roy De Maistre, Arnold Shore, Godfrey Miller et Elioth Gruner (en). La conservatrice Tracey Lock-Weir a défini le tonalisme australien comme « sans doute la première avancée importante dans la peinture de paysage australienne depuis l'impressionnisme australien des années 1880 ».